# Hồng Khê
Hồng Khê là một xã của huyện Bình Giang, tỉnh Hải Dương. Hồng Khê nằm phía nam của huyện Bình Giang, cách thành phố Hải Dương 20 km. Xã có ranh giới giáp với các xã Cổ Bì, Thái Học, Tân Việt, Long Xuyên và huyện Gia Lộc.

## Hành chính
Hồng Khê bao gồm các thôn: Trinh Nữ, Phú Bùi, Phú Đa, Lôi Khê, An Dật, Lôi Trì.
- diện tích: 6 km2
- dân số: 10.000 người

## Kinh tế
Hồng Khê là một xã đang có nhiều đổi mới, đặc biệt là thôn Trinh Nữ. Trinh Nữ là thôn phát triển nhất ở xã Hồng Khê, với trình độ dân trí cao, vì thế cuộc sống dân cư ở đây tương đối ổn định.
Thôn Phú Thuận cũng là một trong những thôn đang thay da đổi thịt tiêu biểu của xã...

## Văn hóa
Hồng Khê là một xã có nhiều hoạt động văn hóa tương đối đặc sắc như: chọi gà,cờ người...